# Hermann Poppe-Marquard
Hermann Poppe-Marquard (noto anche come Hermann Poppe; Osnabrück, 23 febbraio 1908 – Osnabrück, 1993) è stato uno storico, storico dell'arte e saggista tedesco.
Fu direttore del Museo di Storia Culturale di Osnabrück e, dopo la Seconda guerra mondiale, a capo del Dipartimento di Cultura e Trasporti del Comune di Osnabrück.

## Biografia
Hermann Poppe-Marquard frequentò il ginnasio Carolinum di Osnabrück, dove si diplomò nel 1929. Formatosi come stampatore di libri e inizialmente lavorò come gestore della pubblicità. Studiò storia dell'arte, storia e archeologia classica presso le Università di Colonia, Berlino e Münster. Conseguì il dottorato in quest'ultimo ateneo con una tesi sulla storia architettonica di San Giovanni a Osnabrück. Dopo due anni trascorsi come assistente al Museo municipale dell'arte e dell'industria di Dortmund, nel settembre 1937, su iniziativa del sindaco di Osnabrück Erich Gaertner (1882-1975), gli fu offerto un posto di ricercatore presso il Museo di storia culturale della città. Nello stesso anno entrò a far parte del NSDAP e dal 1934 era membro delle SS generali .
Il primo compito di Poppe-Marquard fu quello di rivedere il Dipartimento del folclore, che era stato modernizzato solo pochi anni prima sotto il direttore del museo Hans Gummel (1891-1962) e riaperto nel 1933. L'obiettivo della ristrutturazione era una presentazione più "vivace", con figure di coppie di contadini in costume tradizionale Artländer nell'area d'ingresso e dimostrazioni di tessitura da parte del laboratorio di tessitura a mano di Grete Banzer. I lavori erano già stati completati alla fine di ottobre del 1937 e furono accolti con favore come "conseguenza della risvegliata consapevolezza dell'arte", secondo le lodi dell'Osnabrücker Tageblatt, che parlò di una "mostra che vale la pena di vedere" . Il leader del distretto NSDAP Carl Röver visitò il museo nel novembre del 1937.
Le ulteriori attività di Poppe-Marquard, unite alle crescenti apparizioni pubbliche, fecero sì che il direttore del museo Gummel passasse in secondo piano. Poppe-Marquard sviluppò la collezione di studi preistorici, che fu inaugurata il 25 maggio 1938, contemporaneamente al consiglio distrettuale della NSDAP nel distretto di Osnabrück-Stadt. Fu anche responsabile della ricostruzione del dipartimento di storia della città e della regione nel castello di Osnabrück, che doveva rafforzare la sua posizione di "centro culturale" della città, cosa per la quale si erano impegnati, tra gli altri, il sindaco Gaertner e Willi Münzer (1895-1969) come leader del distretto NSDAP. Nel suo memorandum sull'istituzione del museo di Osnabrück, Poppe-Marquard combinò l'apprezzamento per l'opera di Gummel con l'osservazione che essa non rispondeva più ai requisiti del turismo e del distretto amministrativo.
Quando il 1° febbraio 1939 Gummel si trasferì a Potsdam, dove assunse la direzione dell'Ufficio statale del Brandeburgo per la preistoria e la storia antica, Poppe-Marquard gli succedette come direttore del museo. In una conferenza del marzo 1939, stilizzò i musei, che vedeva come moltiplicatori dell'ideologia nazionalsocialista in linea con il suo partito, come luoghi di consacrazione della patria. Per quanto riguarda la sezione preistorica del museo di Osnabrück, affermò che doveva essere considerata particolarmente importante "per la formazione ideologica del partito" E e sviluppò un concetto di esposizione permanente in cui, ad esempio, l'educazione militare doveva svolgere un ruolo importante. A tal fine, "la Wehrmacht e il museo dovevano lavorare fianco a fianco".
Una "Sala d'onore" doveva commemorare i caduti di Osnabrück della Prima Guerra Mondiale. Poppe-Marquard prevedeva: 
L'inizio della Seconda guerra mondiale impedì la piena realizzazione dei piani; Poppe-Marquard fu arruolato nella Wehrmacht il 22 agosto 1939. Il sindaco Gaertner nominò Philipp Reinecke,già consigliere privato e presidente dell'Associazione dei musei, quale 
direttore onorario dei musei comunali.
Poppe-Marquard combatté sul fronte orientale e, mentre era ancora nell'esercito, fu confermato direttore del museo il 20 aprile 1943, il  giorno del compleanno di Hitler, e nominato funzionario a vita. Nel 1945 fu fatto prigioniero di guerra dagli americani che lo consegnarono ai francesi, i quali a loro volta lo rilasciarono in libertà nel 1947 in cattive condizioni di salute. Nel novembre 1946 gli successe come direttore del museo Walter Borchers (1906-1980).
Nel 1952, Poppe-Marquard divenne capo del Dipartimento Cultura e Trasporti della città di Osnabrück. Svolse un ruolo chiave nell'istituzione dei gemellaggi tra città e fu considerato il "ministro degli Esteri" di Osnabrück . Durante il suo mandato organizzò le "Settimane dell'amicizia", con le quali la città stabilì contatti con i Paesi europei. La prima di queste settimane, Holland a Osnabrück, fu organizzata nel 1962, seguita dall'Austria nel 1963, dalla Francia nel 1964 e dalla Gran Bretagna nel 1966, per concludersi con la Settimana della Scandinavia nel settembre 1970 cui parteciparono Danimarca, Svezia, Norvegia, Finlandia e Islanda. Sebbene Poppe-Marquardt si fosse ufficialmente ritirato dalla carica di direttore dei trasporti della città nel marzo 1970, la città gli chiese di organizzare questo grande evento in virtù della sua esperienza.

## Onorificenze
Nel 1984, la città di Osnabrück conferì a Poppe-Marquard la Medaglia Justus Möser per i servizi resi alla cultura.

## Scritti
- (DE)  Die Baugeschichte der Johanniskirche in Osnabrück. Ein Beitrag zur Erforschung mittelalterlichen Baukunst im niedersächsisch-westfälischen Raum. Fr. Obermayer. Osnabrück 1936 (dissertazione)
- (DE)  Gedanken zum Aufbau der Militärischen Abteilung des städt. Museums Osnabrück. Städt. Museum. Osnabrück 1939.
- (DE)  Gastliche Städte an der Hansalinie. Tourist-Information. Arbeitsgemeinschaft der Großstädte an der Hansalinie. Hamburg 1969.
- (DE)  Das Wiehengebirge. Landschaft, Wittekindsweg u. a. beliebte Wanderwege. Fromm. Osnabrück 1983. ISBN 978-3-7729-3102-4.
- (DE)  Osnabrücker Kirchenchronik. Baugeschichte und Kunstwerke aller Osnabrücker Kirchen der großen Konfessionen. Meinders & Elstermann. Osnabrück 1990. ISBN 3-88926-890-0.
- (DE)  Geschichte und Geschichten von liebenswerten Städten und Gemeinden. Meinders & Elstermann. Osnabrück 1991, ISBN 978-3-88926-888-4 (libro illustrato).

### Riferimenti
1. ↑  Thorsten Heese: Zwischen Heimat und Rassenwahn. Das Museum als gleichgeschalteter Multiplikator der NS-Ideologie. In: Ders.: Topografien des Terrors. Nationalsozialismus in Osnabrück. Bramsche 2015, S. 140.
2. ↑  Entnazifizierungsfragebogen im 
Niedersächsischen Landesarchiv (Abteilung Osnabrück). Accesso del 26 settembre 2023.
3. ↑  Ein alter Webstuhl webt ein neues Muster. In: Osnabrücker Tageblatt. 24. Oktober 1937, S. 5 (zitiert nach: Heese: Zwischen Heimat und Rassenwahn. In: Ders.: Topografien des Terrors. Bramsche 2015, S. 141.)
4. 1 2  Thorsten Heese: Zwischen Heimat und Rassenwahn. Das Museum als gleichgeschalteter Multiplikator der NS-Ideologie. In: Ders.: Topografien des Terrors. Nationalsozialismus in Osnabrück. Bramsche 2015, S. 141.
5. ↑  Thorsten Heese: Zwischen Heimat und Rassenwahn. Das Museum als gleichgeschalteter Multiplikator der NS-Ideologie. In: Ders.: Topografien des Terrors. Nationalsozialismus in Osnabrück. Bramsche 2015, p. 139.
6. ↑  Thorsten Heese: Zwischen Heimat und Rassenwahn. Das Museum als gleichgeschalteter Multiplikator der NS-Ideologie. In: Ders.: Topografien des Terrors. Nationalsozialismus in Osnabrück. Bramsche 2015, pp. 141–142.
7. ↑  Thorsten Heese: Zwischen Heimat und Rassenwahn. Das Museum als gleichgeschalteter Multiplikator der NS-Ideologie. In: Ders.: Topografien des Terrors. Nationalsozialismus in Osnabrück. Bramsche 2015, p. 143.
8. ↑  Thorsten Heese: Zwischen Heimat und Rassenwahn. Das Museum als gleichgeschalteter Multiplikator der NS-Ideologie. In: Ders.: Topografien des Terrors. Nationalsozialismus in Osnabrück. Bramsche 2015, p. 144.
9. ↑  Thorsten Heese: Zwischen Heimat und Rassenwahn. Das Museum als gleichgeschalteter Multiplikator der NS-Ideologie. In: Ders.: Topografien des Terrors. Nationalsozialismus in Osnabrück. Bramsche 2015, pp. 144–145.
10. ↑  Joachim Dierks: „Velkommen i Osnabrück!“. In: Neue Osnabrücker Zeitung. 12 settembre 2020, p. 12 (Serie Zeitreise).
11. ↑  Thorsten Heese: Zwischen Heimat und Rassenwahn. Das Museum als gleichgeschalteter Multiplikator der NS-Ideologie. In: Ders.: Topografien des Terrors. Nationalsozialismus in Osnabrück. Bramsche 2015, p. 145.